# Woropajewo (stacja kolejowa)
Woropajewo (biał. Варапаева, ros. Воропаево) – węzłowa stacja kolejowa w miejscowości Woropajewo, w rejonie postawskim, w obwodzie witebskim, na Białorusi. Węzeł linii Królewszczyzna – Łyntupy z linią do Drui.
Stacja powstała przed I wojną światową. W II Rzeczypospolitej została stacją węzłową.